# مسعود سماحة
مسعود سماحة (21 نوفمبر 1882 - 31 ديسمبر 1945) هو شاعر مهجري لبناني أمريكي. اشترك مع نعوم البستاني في إصدار جريدة «دير القمر» وحرر في جريدة «البيان» في نيويورك. نشر قصائده في عدة صحف ومجلات وأصدر «ديوان مسعود سماحة». كذلك فقد عمل عقيدا بالجيش الأمريكي.

## النشأة والمسيرة
ولد في بلدة دير القمر في لبنان. درس التعليم الابتدائي في دير القمر ثم هاجر إلى الولايات المتحدة في 1900. عاد إلى لبنان في 1908 واشترك في 1910 مع نعوم البستاني في نشر جريدة «دير القمر». رجع إلى الولايات المتحدة في 1913 أين عمل تاجرا ثم حرر في جريدة «البيان» في نيويورك. أصدرت مطبعة السمير في نيويورك «ديوان مسعود سماحة» في 1938 ونشر عدة قصائد في الجرائد والمجلات وتضمن كتاب «الشعر العربي في المهجر» بعضا من قصائده. قلدته ولاية كنتاكي رتبة عقيد في الجيش الأمريكي. توفي في 31 ديسمبر 1945 في الولايات المتحدة ودفن في مقبرة غلينوود في واشنطن العاصمة.

## أعماله
- ديوان مسعود سماحة، مطبعة السمير - نيويورك، 1938
- قصيدة «تحية أديب» - مجلة سركيس (ع 4، 5 ) (س 7 ) أبريل، مايو 1913